# Rhopalopsole longispina
Rhopalopsole longispina är en bäcksländeart som beskrevs av Yang, J. och Ding Yang 1991. Rhopalopsole longispina ingår i släktet Rhopalopsole och familjen smalbäcksländor. Inga underarter finns listade i Catalogue of Life.